# مستشفى دير مواس المركزي
مستشفى ديرمواس النموذجي هي مستشفي توجد في مدينة دير مواس، المنيا، مصر.

## الوصف
المستشفى مقام على مساحة 8310 أمتار وتتكون من مبنى رئيسي بـ 4 أدوار ومبنى عيادات بـ 3 أدوار ومباني قوى/خزان وأقسام إقامة مرضى – معامل – عمليات – نساء وتوليد – غسيل كلوي – عيادات خارجية – خدمات مساندة ويوجد بها 38 ماكينة غسيل كلوى لخدمة حوالى 220 مريضا.

## أنظر أيضأ
- مستشفى سمالوط النموذجي
- مستشفى ملوي التخصصي